# Mersing
Mersing is een stad en gemeente (majlis daerah; district council) in de Maleisische deelstaat Johor.
De gemeente telt 34.000 inwoners en is de hoofdplaats van het gelijknamige district.

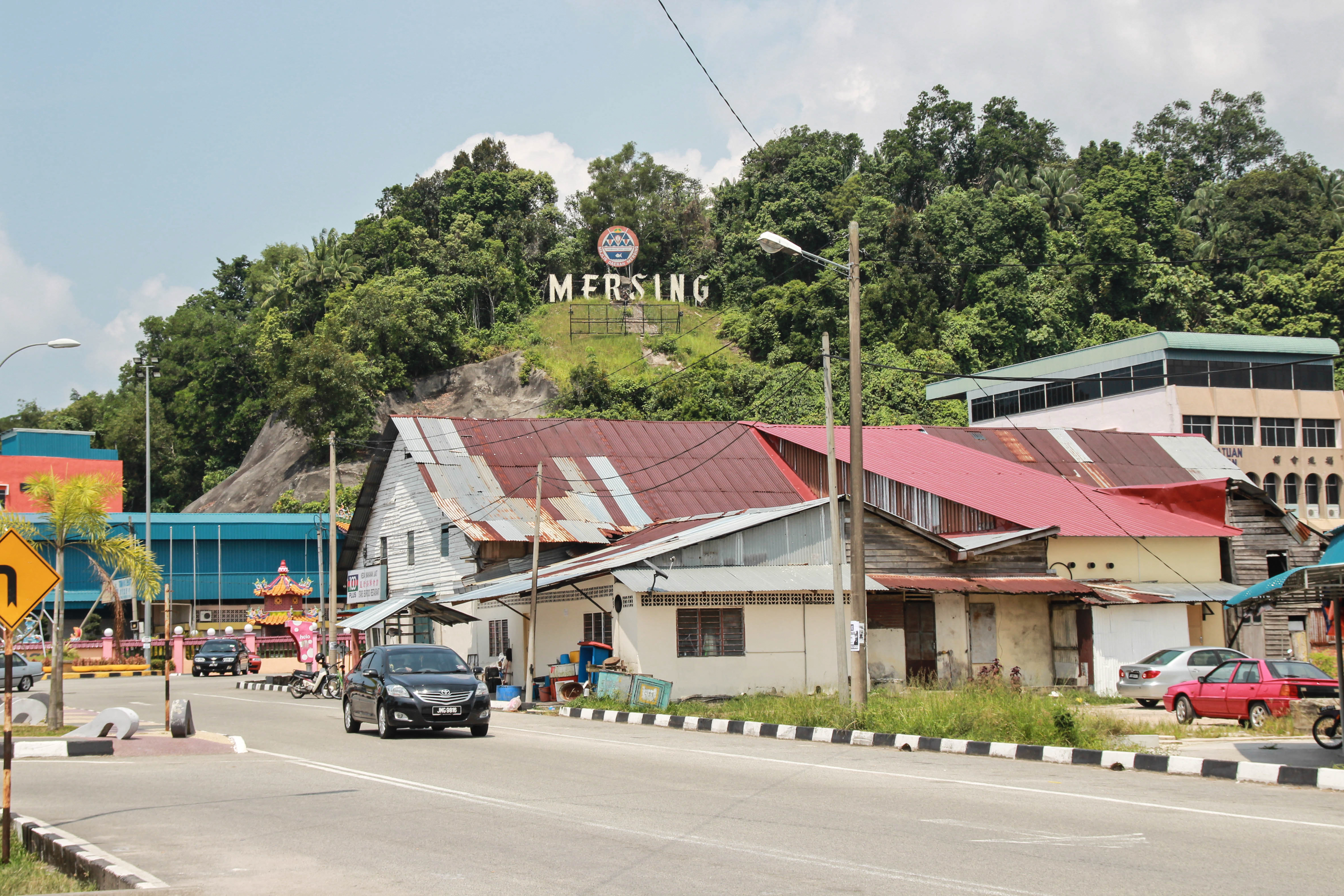
Mersing
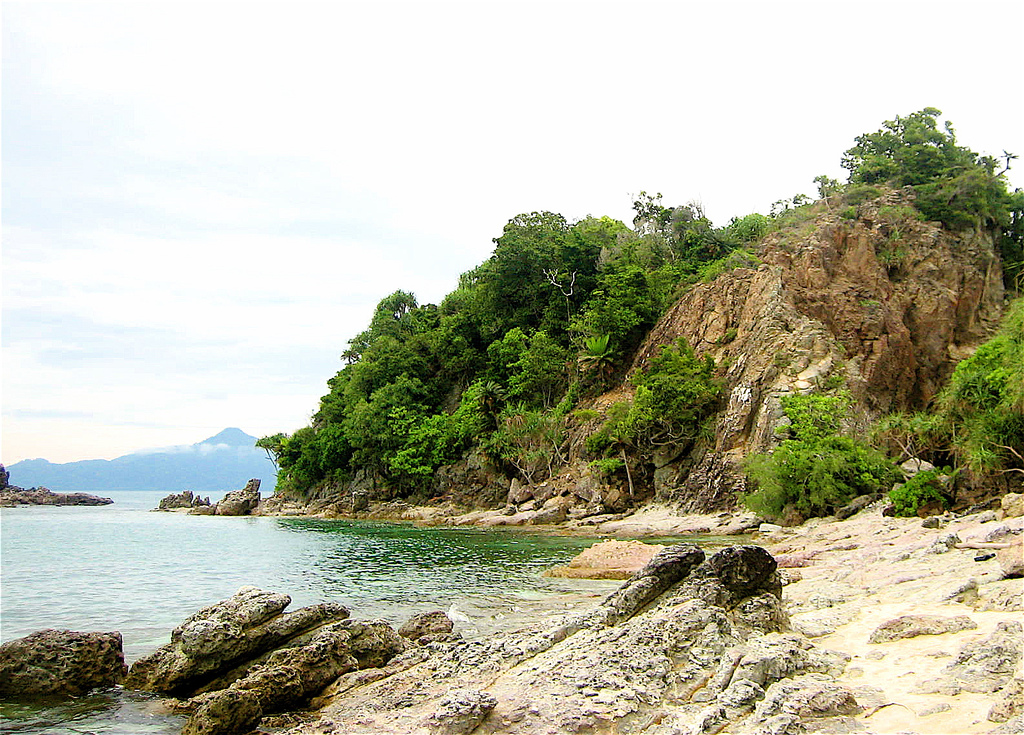
Strand bij Mersing